# Боаоський Азійський форум
Боаоський Азійський форум (кит.: 博鳌亚洲论坛; піньїнь: Bó'áo Yàzhōu Lùntán скор. BFA), також відомий як «Східний Давос» — неурядова некомерційна міжнародна організація, що має на меті підтримку та розвиток економічного обміну, взаємодії та співробітництва як в Азії, так і за її межами шляхом проведення щорічних зустрічей високого рівня за участі представників урядових, бізнесових, промислових і наукових кіл і обговорення актуальних економічних, соціальних, екологічних проблем тощо.
Форму було започатковано 2001 року. Щорічні конференції в Боао проводяться від 2002.
Головний офіс організації розташований у місті Боао, провінція Хайнань, КНР.
2018 року Боаоський азійський форум відбувався 8-11 квітня. Головними темами заходу стали реформи, відкритість, іновації та «Один пояс і один шлях».

## Генеральні секретарі BFA
- Аджит Сінгх (02-10.2001)
- Чжан Сян (12.2001 — 12.2002)
- Лун Юнту (2003—2010)
- Чжоу Веньчжун (2010—2018)
- Лі Баодун (від 2018)